# Christoph Helwig
Christoph Helwig dit Helvicus est un chronologiste allemand, né le 26 décembre 1581 à Sprendlingen près de Francfort et mort le 10 septembre 1617.
Il possédait les langues anciennes et orientales, la théologie et la médecine. Il professa le grec et l'hébreu (1605), puis la théologie (1610) à l'Université de Giessen. On a de lui : Theatrum chronologicum, Giessen, 1609; Chronologia universalis, 1618 et 1639.

## Source
Cet article comprend des extraits du Dictionnaire Bouillet. Il est possible de supprimer cette indication, si le texte reflète le savoir actuel sur ce thème, si les sources sont citées, s'il satisfait aux exigences linguistiques actuelles et s'il ne contient pas de propos qui vont à l'encontre des règles de neutralité de Wikipédia.